# حشره‌خوار دندان‌سفید بزرگ
 حشره‌خوار دندان‌سفید بزرگ(نام علمی: Crocidura russula) نام یک گونه از سرده حشره‌خوارهای دندان‌سفید است.